# Haerts
Haerts  (estilizado como HAERTS) é uma dupla de música indie pop e rock formado por nativos alemães, em 2011 no distrito de Brooklyn, Nova Iorque. A banda consiste em Nini Fabi (vocal) e Ben Gabert (teclados, guitarras).
Suas músicas com maior destaque são “Your Love”, “No Love for the Wild”, “Matter”, “In This Time” e “Sign”.
A banda estreou com o single “Wings” lançado em 9 de outubro de 2012 e é descrito como “tão implacável quanto música pop”, pela KEXP. Em 2013, eles lançaram o seu primeiro extended play intitulado Hemiplegia, no ano seguinte lançaram o seu primeiro álbum de estúdio auto-intitulado na Columbia Records e no ano de 2016 a banda lançou o seu segundo EP visual Power / Land.
Desde então, eles lançaram mais quatro singles e excursionaram com bandas como Shout Out Louds, Washed Out,  Rhye, Michelle Branch e London Grammar. Algumas músicas da dupla vêm sendo incluídas nas trilhas sonoras de filmes, séries e shows como Carrie, Cake, Love, Simon, Pretty Little Liars e 13 Reasons Why.

## História
A banda foi formada originalmente pela cantora e compositora Nini Fabi e pelo tecladista e guitarrista Ben Gabert. Eles são amigos de infância e eles já tinham em mente fazer um projeto musical. Fabi viveu na Alemanha boa parte de sua vida e conheceu Benjamin quando ambos estavam na mesma equipe de natação quando eram crianças. A dupla cresceu em Munique, na Alemanha, e já tinham se apresentado como “Nini&Ben”.
Em 2010, os dois se mudaram para Brooklyn onde se tornaram HAERTS. Garret Ienner (guitarras), Derek McWilliams (baixo) e Jonathan Schmidt (bateria e percussão) se juntaram a banda com as mesmas ideias. Em 2012, assinaram um contrato com a Columbia Records.
A banda estreou no outono de 2012 com a single “Wings”, que foi transmitido regularmente nos Estados Unidos e também foi apresentado como “A Canção do Dia” pela KEXP-FM. Então eles lançaram o seu segundo single, “All The Days”, em 23 de maio de 2013. Esta canção foi votada como “Canção do Verão” pela Elle e apareceu na trilha sonora do filme Carrie.
Hemiplegia é o primeiro extended play do grupo e foi lançado em 8 de outubro de 2013. Foi produzido por St. Lucia (pseudônimo de Jean-Philip Grobler) e contêm ambos os singles lançados por eles.
No ano seguinte, a banda lançou o seu álbum de estreia auto-intitulado  em 27 de outubro e contém 3 faixas do seu primeiro EP. O primeiro single do álbum, “Giving Up”, foi lançado em 2 de setembro de 2014.
No ano de 2015, a banda lançou o single “Everybody Here Wants You” em 23 de junho e contêm 2 duas faixas. Sendo ambas as faixas cover das canções de Jeff Buckley.
Entre o lançamento do single em 2015 e o EP Power / Land, os integrantes Garret Ienner, Derek McWilliams e Jonathan Schmidt deixaram a banda, sem motivo esclarecido. Mas, Nini Fabi e Ben Gebert ainda continuaram, fazendo com que HAERTS passasse a ser uma dupla de pop.
Em 22 de janeiro de 2016, a dupla lançou um curta-metragem intitulado “POWER/LAND”, em colaboração com a artista de vídeo Julian Klincewicz juntamente com a trilha sonora “POWER/LAND”. A trilha sonora serviu como o segundo extended play do agora duo.
Em 2017, eles lançaram três singles, durante o ano, do seu segundo álbum de estúdio: o primeiro deles, “Your Love” em 3 de março. “No Love for the Wild” em 19 de maio e “The Way” em 8 de dezembro. O primeiro single do futuro álbum entrou para a trilha sonora da segunda temporada da série original da Netflix 13 Reasons Why.
No ano seguinte, eles lançaram o quarto single, “New Compassion”, em 25 de maio. Em 27 de agosto, a banda anunciou o título do segundo álbum de estúdio, “New Compassion”, junto com a data de lançamento, 5 de outubro de 2018. Além disso, a dupla anunciou a pré-venda do disco no mesmo dia. .
“New Compassion” foi lançado em 5 de outubro. Ao longo do período da pré-venda, que iniciou em 27 de agosto, a dupla já estava em preparativos para a tour do álbum, afim de promovê-lo.
Em outubro de 2020, quase um ano após o lançamento do segundo álbum, a dupla lançou o single "To The Sky", com participação de Ed Droste. O videoclipe foi gravado pela Julian Klincewicz, a mesma que gravou a curta-metragem do segundo extended play do duo, e o videoclipe não conta com a presença do Ed Drost. No mês seguinte, a dupla lançou outro single, "It's Too Late", que teve seu videoclipe lançado em 5 de janeiro de 2021 e editado e gravado pela Julian. Junto com esse single, a dupla anunciou o terceiro álbum de estúdio, Dream Nation, junto com a data de lançamento, 12 de março de 2021. Em 22 de janeiro de 2021, o duo lançou o terceiro single do álbum, "Shivering". Em 2 de abril, do mesmo ano, "Why Only You" foi lançado com o quarto single do terceiro álbum de estúdio. Apesar de terem anunciado Dream Nation para março de 2021, o álbum ainda não foi lançado.

## Discografia

### Álbuns de estúdio
| Ano  | Detalhes do álbum |
| ---- | --- |
| 2014 | Haerts - Lançamento: 27 de outubro de 2014 - Gravadora: Columbia Records - Formato(s): CD, LP, Descarga digital                                                                |
| 2018 | New Compassion - Lançamento: 5 de outubro de 2018, 21 de setembro de 2018*, 21 de junho de 2019 (edição de luxo). - Gravadora: Arts & Crafts - Formatos: Descarga digital, LP* |
| 2021 | Dream Nation - Lançamento previsto para: 12 de março de 2021. |

### Extended plays
| Ano  | Detalhes do álbum |
| ---- | --- |
| 2013 | Hemiplegia - Lançamento: 8 de outubro de 2013 - Gravadora: Columbia Records - Formato(s): 10", descarga digital            |
| 2016 | Power / Land - Lançamento: 22 de janeiro de 2016 - Gravadora: HAERTS (gravadora independente) - Formatos: descarga digital |

### Singles
| Ano  | Título                         | Álbum            |
| ---- | ------------------------------ | ---------------- |
| 2012 | "Wings"                        | Hemiplegia       |
| 2013 | "All the Days"                 | Hemiplegia       |
| 2014 | "Giving Up"                    | Haerts           |
| 2014 | "Be the One"                   | Haerts           |
| 2015 | "Everybody Here Wants You"     | non-album single |
| 2017 | "Your Love"                    | New Compassion   |
| 2017 | "No Love for the Wild"         | New Compassion   |
| 2017 | "The Way"                      | New Compassion   |
| 2018 | "New Compassion"               | New Compassion   |
| 2020 | "It's Too Late"                | non-album single |
| 2020 | "To The Sky (feat. Ed Droste)" | non-album single |